# IC 3909
IC 3909 ist eine Elliptische Galaxie mit aktivem Galaxienkern vom Hubble-Typ E3 im Sternbild Jagdhunde am Nordsternhimmel. Sie ist schätzungsweise 792 Millionen Lichtjahre von der Milchstraße entfernt und hat einen Durchmesser von etwa 70.000 Lichtjahren. 

Im selben Himmelsareal befinden sich u. a. die Galaxien IC 3897, IC 3920, IC 3928, IC 3945.
Das Objekt wurde am 21. März 1903 von Max Wolf entdeckt.